# Maro Balić
Maro Balić (* 5. Juni 1971 in Dubrovnik) ist ein ehemaliger kroatischer Wasserballspieler.

## Sportliche Karriere
Der 1,89 Meter große Maro Balić spielte als Torwart bei VK Jug Dubrovnik. Von 1999 bis 2005 gewann er mit Jug mehrere kroatische Meistertitel.
In der kroatischen Nationalmannschaft war er Mitte der 1990er Jahre zweiter Torwart hinter Siniša Školneković. Bei der Europameisterschaft in Wien wurde die kroatische Mannschaft in der Vorrunde Zweiter hinter den Ungarn. In der Zwischenrunde gewannen die Kroaten ein Match und spielten zweimal Unentschieden. Damit wurden sie Gruppenzweite hinter den Italienern. Nach einer Halbfinalniederlage gegen die Ungarn verloren die Kroaten das Spiel um Bronze mit 10:11 gegen die Deutschen. Im Jahr darauf bei den Olympischen Spielen 1996 in Atlanta erkämpften die Kroaten die Silbermedaille. Siniša Školneković spielte jedes Spiel durch, Maro Balić kam nicht zum Einsatz.